# 江島町 (豊橋市)
江島町（えじまちょう）は、愛知県豊橋市の地名。

## 地理
豊橋市南部に位置する。北は佐藤町・山田町、南西は牧野町・山田3番町、南東は西幸町に接する。

### 学区
- 公立高等学校 - 三河学区
- 公立中学校 - 豊橋市立高師台中学校[WEB 5]
- 公立小学校 - 豊橋市立幸小学校[WEB 5]

## 歴史

### 人口の変遷
国勢調査による人口および世帯数の推移。
| 1995年（平成7年）  | 430世帯 1296人 |  |
| 2000年（平成12年） | 510世帯 1443人 |  |
| 2005年（平成17年） | 544世帯 1548人 |  |
| 2010年（平成22年） | 608世帯 1657人 |  |
| 2015年（平成27年） | 593世帯 1624人 |  |

### 沿革
- 1965年（昭和40年） - 豊橋市山田町・佐藤町・牧野町の各一部により、同市江島町が成立[2]。

## 交通
- 愛知県道平井牟呂大岩線[1]

### WEB
1. ↑  “愛知県豊橋市の町丁・字一覧”.   人口統計ラボ. 2023年4月13日閲覧。
2. ↑  総務省統計局 (2017年1月27日). “平成27年国勢調査の調査結果(e-Stat) - 男女別人口及び世帯数 －町丁・字等” (CSV). 2021年7月21日閲覧。
3. ↑  “愛知県豊橋市の郵便番号一覧”.   日本郵便. 2023年4月13日閲覧。
4. ↑  “市外局番の一覧” (PDF).   総務省 (2022年3月1日). 2022年3月22日閲覧。
5. 1 2  豊橋市教育委員会学校教育課学事グループ (2021年3月1日). “豊橋市小・中学校通学区域早見表” (PDF).   豊橋市. 2024年11月15日閲覧。
6. ↑  総務省統計局 (2014年3月28日). “平成7年国勢調査の調査結果(e-Stat) - 男女別人口及び世帯数 －町丁・字等” (CSV). 2021年7月20日閲覧。
7. ↑  総務省統計局 (2014年5月30日). “平成12年国勢調査の調査結果(e-Stat) - 男女別人口及び世帯数 －町丁・字等” (CSV). 2021年7月20日閲覧。
8. ↑  総務省統計局 (2014年6月27日). “平成17年国勢調査の調査結果(e-Stat) - 男女別人口及び世帯数 －町丁・字等” (CSV). 2021年7月21日閲覧。
9. ↑  総務省統計局 (2012年1月20日). “平成22年国勢調査の調査結果(e-Stat) - 男女別人口及び世帯数 －町丁・字等” (CSV). 2021年7月21日閲覧。
10. ↑  総務省統計局 (2017年1月27日). “平成27年国勢調査の調査結果(e-Stat) - 男女別人口及び世帯数 －町丁・字等” (CSV). 2021年7月21日閲覧。

### 書籍
1. 1 2 3  「角川日本地名大辞典」編纂委員会 1989, p. 1785.
2. ↑  「角川日本地名大辞典」編纂委員会 1989, p. 243.